# Послання до Галатів

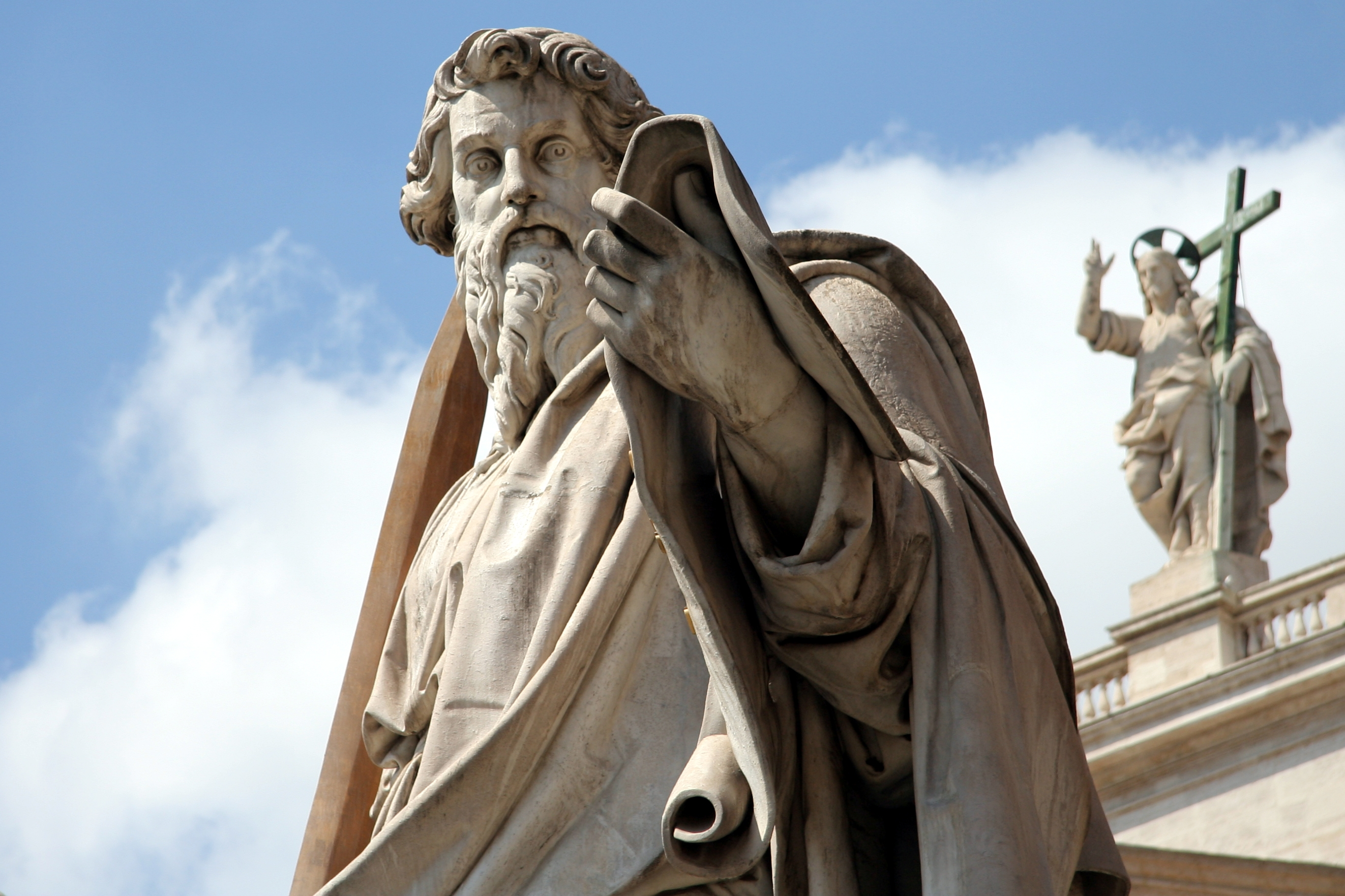
Апостол Павло, статуя на Площі Святого Петра в Римі.

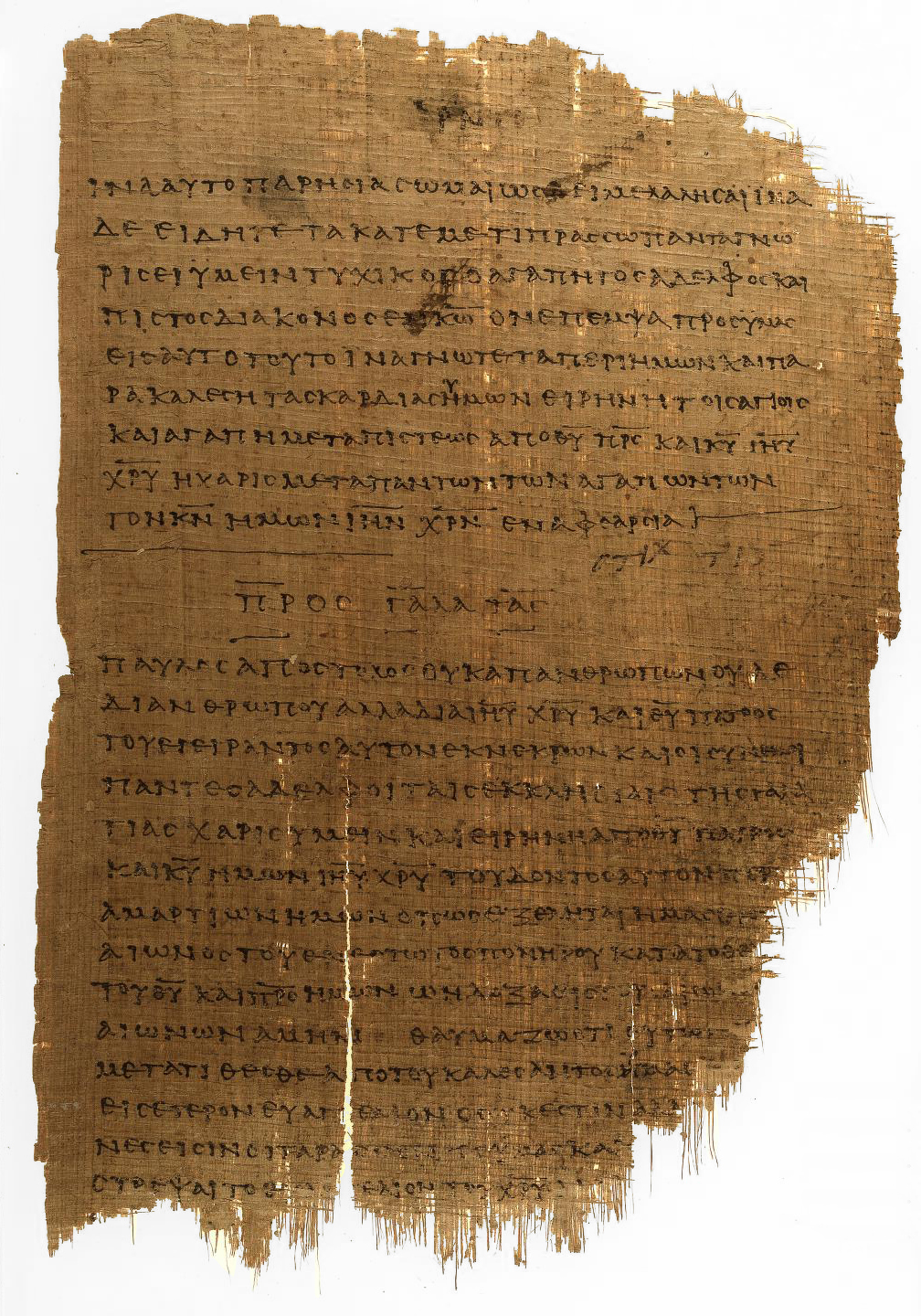
Грецька копія першої сторінки послання Павла до галатів (150—250 від н. е.) Рукопис 6238,158 р. Мічиганський університет

Послання до галатів — один з листів апостола Павла, що увійшов до Нового заповіту. Адресовано жителям римської провінції Галатії, де апостол Павло особисто проповідував і заклав християнську церкву.

## Час написання
Більшість дослідників вважають, що ці листи були написані 53 року, після Єрусалимського Собору, вважаючи, що у вірші 2:1 («Потому, по чотирнадцяти роках, я знову ходив в Єрусалим із Варнавою, взявши й Тита з собою») йдеться про відвідини Павлом Собору. Інші дослідники вважають датою написання 48 рік, зважаючи на те, що в цьому листі немає жодних згадок про Собор.

## Зміст
У Галатських християнських громадах колишні язичники чисельно переважали над зверненими юдеями, і серед юдеїв з'являлися проповідники, що піддавали сумніву місію Павла і наполягали на обов'язковості дотримання юдейських законів, зокрема обрізанні язичників. Павло наголошує увагу на тому факті, що віра і благодать, а не виконання положень Закону є необхідною умовою для спасіння.
Структура листа виглядає так:
- Привітання (Гал. 1:1-Гал. 1:55)
- Законність місії Павла (Гал. 1:6-Гал. 1:23; Гал. 2:1)
- Закон Мойсея і християнська віра (Гал. 3:1)
- Закон і благодать (Гал. 4:1)
- Свобода у Христі (Гал. 5:1)
- Наставлення (Гал. 6:1)